# Zhang Ji (poète) (v. 766-830)
Pour les articles homonymes, voir Zhang Ji et Zhang.
Zang Ji (chinois : 张籍 ; chinois traditionnel : 張籍 ; pinyin : Zhāng Jí ; Wade : Chang Chi), prénom de courtoisie : Wenchang (文昌) se distingue comme un lettré, un érudit et un poète de la fin de la dynastie Tang. Il a vécu de c. 766 à c.830. Selon Herbert Giles, Chang Chi est originaire de Wujiang (烏江) dans le Jiangnan. C’est un poète significatif de l’ère Yuanhe. Ses œuvres représentatives incluent 《秋思》 (Pensée d’automne), 《节妇吟》 (Chant de la femme vertueuse), et 《野老歌》 (Chant du vieux bûcheron) . Il a occupé plusieurs postes de fonctionnaires, mais c’est par ses poèmes qu’il est connu, notamment les vers exquis intitulés Jiéfù yín (節婦吟). 

## Biographie
Zhang Ji naît vers 766 et est originaire de Wujiang (烏江) dans le Jiangnan. Au début de l’ère Zhenyuan (785–805), il étudie la poésie à Weizhou avec Wang Jian. Puis, il retourne à Hezhou . Son nom devient associé à Wang Jian sous l’appellation « Zhang-Wang Yuefu ».
En 798, lors d’un voyage dans le nord, Zhang Ji fait la connaissance de l’homme politique, poète et philosophe Han Yu à Bianzhou (actuel Kaifeng, Henan) sur recommandation de Meng Jiao. Bénéficiant du patronage du grand Han Yu — alors examinateur des candidats impériaux — Zhang Ji obtient le titre de jinshi à Chang'an en 799. 
En 806, il est nommé Grand Sacrificateur au temple des Ancêtres impériaux (太常寺太祝) où il fait la connaissance de Bai Juyi. Il occupe cette fonction pendant dix ans, jusqu’à ce qu’une maladie oculaire le rende presque aveugle, lui valant le surnom de « Zhang Taizhu, le pauvre aveugle » (穷瞎张太祝) . 
Vers 816, Han Yu lui obtient le poste de tuteur à l’Académie impériale après une amélioration de sa vue, puis il est promu archiviste impérial (秘书郎) en 820. L’année suivante Han Yu le recommande comme professeur Impérial. Zhang Ji gravit ensuite les échelons pour devenir secrétaire adjoint au ministère des Eaux, chef du Bureau des Réceptions et finalement, en 828, il accède au poste directeur de l’Éducation impériale ce qui lui vaut les surnoms de « Zhang Shui Bu » (张水部) et « Zhang Siye » (张司业). 
Farouche opposant au bouddhisme et au taoïsme, qu’il méprise profondément, il meurt à l’âge de 80 ansvers 830. 

## Poésie
Issu d’une famille modeste et occupant des postes subalternes, il côtoie fréquemment les classes populaires. Ses poèmes yuefu reflètent souvent la réalité sociale de l’époque et expriment sa compassion pour le peuple. Ils sont salués par Bai Juyi qui le loue comme « particulièrement habile dans les poèmes yuefu, rarement égalé par ses contemporains ». Il forme avec Wang Jian, le duo « Zhang-Wang Yuefu » (张王乐府). Les poèmes de Zhang Ji réforment les conventions poétiques de l’époque, et avec d’autres poètes comme Du Fu, il contribue au deuxième apogée de la littérature Tang. . 
Dans Poésie complète de la dynastie Tang (全唐诗), environ quatre cent vingt-cinq poèmes de Zhang Ji sont enregistrés dans les volumes 382 à 386 inclusivement. 

### Poème

#### Pensée d’automne(秋思)
| Chinois 洛阳城里见秋风， 欲作家书意万重。 复恐匆匆说不尽， 行人临发又开封。 | Traduction libre À Luoyang, je vois le vent d'automne Je voudrais écrire à ma famille, mais mille pensées m'assiègent. Craignant avoir oublié de tout dire dans ma hâte, Juste avant le départ du messager, j'ouvre de nouveau la lettre. |